# Rangliste (DDR-Fußball)
Die Fußballfachzeitschrift „Die neue Fußballwoche“ (fuwo), die auf dem Gebiet der DDR von 1949 bis 1992 erschien, erstellte regelmäßig Ranglisten der Spieler der DDR-Oberliga. Die Bestenlisten veröffentlichte die fuwo regelmäßig zur Winterpause und nach Saisonende. Sie waren nach 11 taktischen Positionen sortiert und basierten ab 1962 auf den Benotungen der Spieler durch die Redaktion nach einem Punktsystem, mit denen die Leistungen zwischen 0 (niedrigster Wert) und 10 (höchster Wert) bewertet wurden. Voraussetzung für die Aufnahme eines Spielers in die Liste war ein Notendurchschnitt von mindestens 5,0 sowie eine Mindestzahl absolvierter Spiele. Die Bestenliste umfasste meist 55, mitunter aber nur 33 Spieler.  Im Laufe der Jahrzehnte wurden die Positionskategorien immer wieder verändert und an die Entwicklung der Spielsysteme angepasst. Die bestbenoteten Spieler jeder Position bildeten gemeinsam die „Elf des Jahres“.

## Chronik der Rangliste
Übersicht über die Ranglisten von 1964 bis 1991 aufgeteilt nach Jahrzehnten. Die Chronik enthält Spieler der Kategorien Elf des Jahres, 55-Besten-Liste und Im Gespräch.
- 1960er
- 1970er
- 1980er
- 1990er